# Godfried van Loon-Heinsberg
Godfried van Loon-Heinsberg (circa 1320 – Granada, oktober 1342) was de laatste telg uit de graven van Loon-Heinsberg. Hij was de enige zoon van Diederik van Heinsberg en Kunegonde Van der Marck. Hij trouwde op 1 november 1336 met zijn achternicht Mechteld van Gelre  (1325–1384), de tweede dochter van graaf Reinoud II van Gelre en Sophia Berthout.
Hij nam met zijn vader deel aan de Loonse Successieoorlogen die uitbraken in 1336 toen graaf Lodewijk IV van Loon kinderloos overleed. Lodewijk had Diederik als opvolger aangewezen, maar het kapittel van de Sint-Lambrechtskathedraal te Luik, waarvan het graafschap Loon een leen was, weigerde echter om hem te benoemen en stelde dat Loon nu weer terug in Luiks bezit was gevallen. Als ridder verwoestte Godfried in deze strijd in 1339 vijf aan het kathedraalkapittel toebehorende dorpen of hoeven. 
In oktober 1342 sneuvelde Godfried terwijl hij op kruistocht was in Granada. Hij werd op 16 oktober 1342 begraven in het Minderbroederklooster te Mechelen.
Na Godfrieds overlijden bleef zijn vader, de graaf van Loon, kinderloos achter, wat bij diens overlijden in 1361 de prins-bisschoppen van Luik de gelegenheid gaf om het gebied Loon opnieuw aan te hechten. Na zijn vroegtijdig overlijden hertrouwde zijn vrouw Mechteld van Gelre nog tweemaal.